# Cratere Apophis
Apophis è un cratere sulla superficie di Ganimede.